# Navicordulia
Navicordulia – rodzaj ważek z rodziny szklarkowatych (Corduliidae).

## Podział systematyczny
Do rodzaju należą następujące gatunki:
- Navicordulia aemulatrix Pinto & Lamas, 2010
- Navicordulia amazonica Machado & Costa, 1995
- Navicordulia atlantica Machado & Costa, 1995
- Navicordulia errans (Calvert, 1909)
- Navicordulia kiautai Machado & Costa, 1995
- Navicordulia leptostyla Machado & Costa, 1995
- Navicordulia longistyla Machado & Costa, 1995
- Navicordulia nitens (De Marmels, 1991)
- Navicordulia pascali Fleck & Juillerat, 2019
- Navicordulia tangoyi Fleck & Haber, 2025
- Navicordulia tumucurakensis Fleck, 2017
- Navicordulia vagans (De Marmels, 1989)